# Municipio de Soloma
Municipio de Soloma är en kommun i Guatemala.   Den ligger i departementet Departamento de Huehuetenango, i den västra delen av landet, 160 km nordväst om huvudstaden Guatemala City.